# 济南闵子骞墓
济南闵子骞墓，又称闵子骞墓景区、崇孝苑、济南孝文化博物馆，位于山东省济南市历城区山大路街道，济南百花公园西门北侧，隶属济南市文化和旅游局管理。2013年被列为山东省省级文物保护单位。依托闵子骞墓建设有济南孝文化博物馆。

## 历史

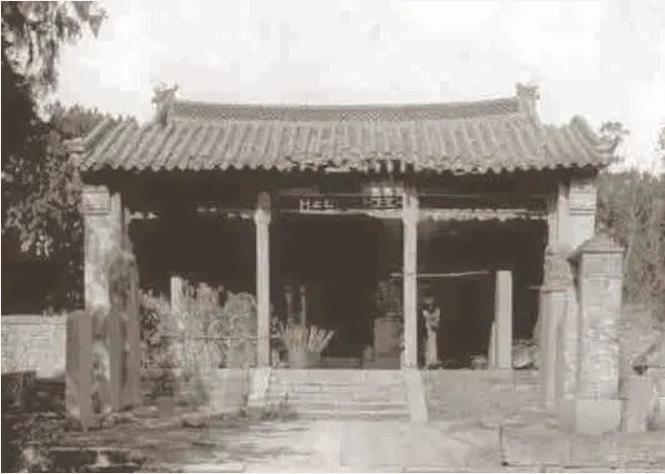
二十世纪二三十年代的闵子骞祠堂

闵子骞，名损，字子骞，东周春秋末期鲁国人，孔子弟子中孔门十哲之一，《二十四孝》单衣顺母的主角。前487年，闵子骞病卒于长清县内。北宋之前，济南人曾在历城县东郭外五里处（今济南孝文化博物馆一带）修造闵子骞衣冠墓，传开凿小清河时于华山脚下挖到其石棺，其后人们抬着石棺经过此地时绳子断裂，于是依照习俗就地埋葬。因战乱等原因，闵子骞墓逐渐被人遗忘，“坟而不庙，秩祀不至”。现存闵子骞墓始建于北宋，宋神宗熙宁七年（1074年），齐州太守李肃之在墓前建祠祭祀，由苏辙撰文、苏轼书写《齐州闵子祠记》碑，叙述了修建祠堂的经过。金、元、明、清各代，均曾修葺闵子骞墓、祠，使闵子骞墓园占地面积不断增大。元朝天历年间，在墓前兴建闵子书院，是济南创建最早的书院。明朝末年，由历城大儒刘敕发起，捐资重修闵子骞墓和祠，并在殿后建设“ 讲孝堂”、“书斋”和“ 芦花馆”等，讲孝谈经，兴办教育，刘敕辞官返乡自任山长。明朝崇祯年间的《历城县志》记载，明末刘敕将闵子书院改为讲孝堂。1920年代，《续修历城县志》卷第十四记载“（历城县）东郭外五里为闵子骞墓，墓之前有祠。”
1960年代前，闵子骞墓园占地有35亩多，有院墙、大门、二门、祠堂和坟冢，南北长约300米，东西宽约200米，有合抱粗的松柏30余株，历代碑刻10余通，周边建有围墙，墓堆封土直径有七八米，高约十几米。祠堂内供有闵子骞塑像。墓地有专人看守。文化大革命期间，闵子骞墓遭到严重破坏，祠堂被拆，碑刻被毁，古树被砍，甚至墓地封土都被挖去烧砖瓦。1960年代开始，济南市发掘的很多石碑被迁入闵子骞墓园，后因缺乏更合适的存放场所，济南市发掘出的各种石碑、文物等开始陆续运送至园中，尤其是1980年代后从各个工地抢救来的碑刻多被放在该园中，使其变为文物“库房”。1985年，济南市人民政府将闵子骞墓西边的公路定名为闵子骞路。1990年代，闵子骞路扩宽改造，墓区西部被占用，墓区面积进一步缩小。

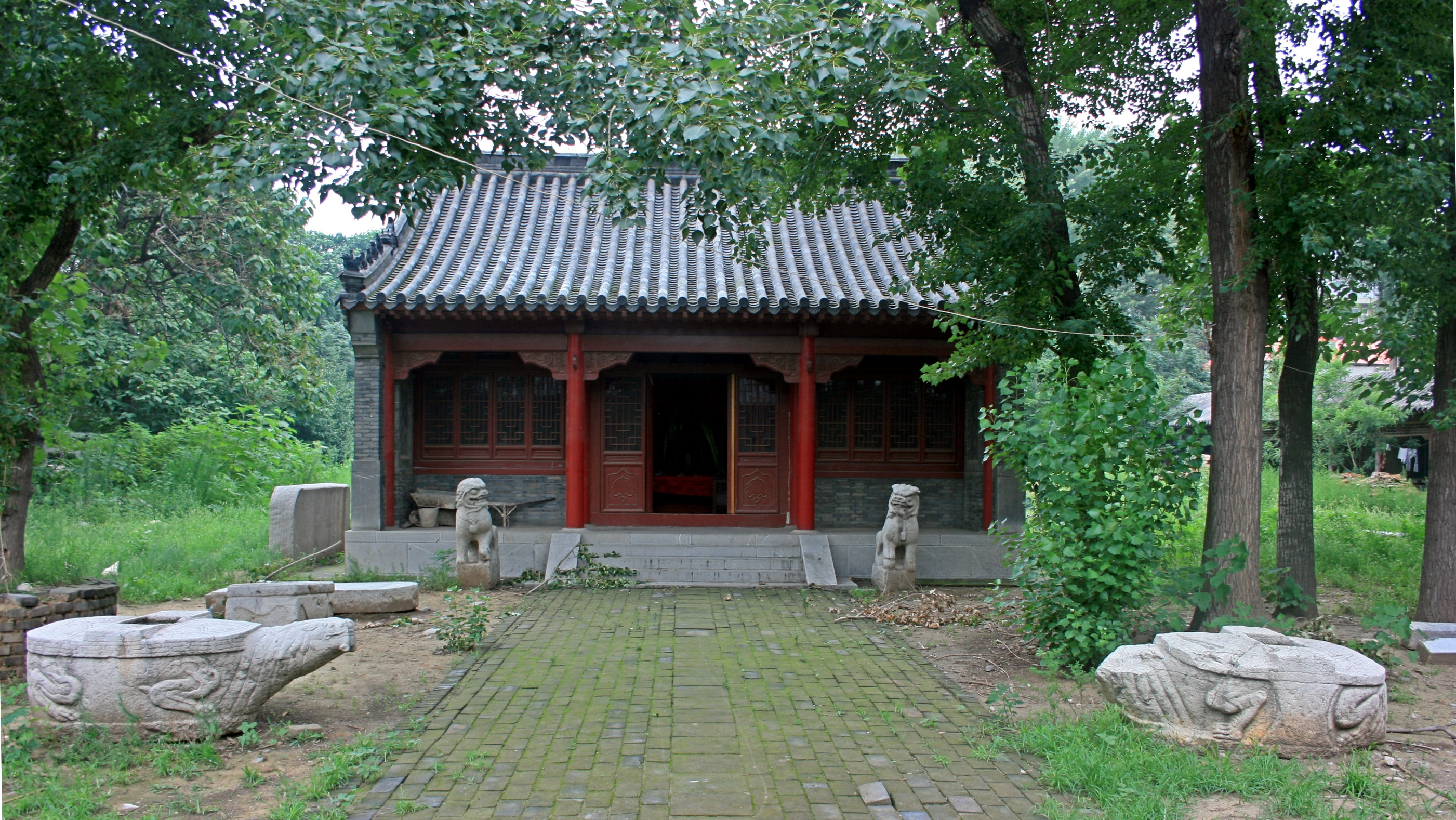
新修复的闵子骞墓祠

闵子骞墓园曾一度荒废为临时仓库，1999年开始整修。2003年，济南市文物局启动闵子骞墓修缮保护工程，重建闵子骞祠，并建有碑廊、山门和东西厢房，碑廊在祠堂东侧，碑廊内放置有百余通碑刻；闵子骞墓封土被重新整修，整修后呈圆丘形，高约2.5米，直径4米，底部有1米高的石墙用来保护封土。墓地边立有幸存的两棵古树，北侧竖有“闵子骞墓”石碑，四周有多尊石马、石狮、石羊、石龟等石像。2004年5月1日，修缮工作初步完成后，闵子骞墓对外免费开放。园内将划分为石匾、画像、石像生和石碑四个展区。
2004年对外开放当年，闵子骞墓又关门维修。因缺乏资金等问题，修缮工作断断停停，持续多年。2008年，再次进行修缮。2010年3月，百花公园提升改造工程开始，济南市文物保护部门曾表示，已经做出闵子骞墓的文物保护规划方案，园内将建设四大石刻展区，突出孝道文化、书法文化，计划2010年10月前与百花公园一起向社会免费开放。至2011年5月9日，《大众日报》记者实地查看发现，该场馆并未开放，馆内设施也亟待整修。2012年3月28日，《山东商报》发表报道《一座闵子墓四年没修完》，次日济南文物部门到报社进行回应和解释，3月底便在清理和整理后进行临时性开放，但因资金未到位、工程未完全竣工、机构不健全等原因，长期正常向社会开放仍无法保证。至2013年9月11日，《齐鲁晚报》记者查看发现，该馆的院内杂草丛生，其间散落有一些石碑和石块，墓冢周围荒草高达半米，整个景区仅有门卫一人，有附近村民在院中种菜。
2022年，针对市人大代表张岑提出将百花公园更名为闵子骞公园的建议，济南市园林和林业绿化局回复称在2010年百花公园环境改造提升工程的总体规划中已将百花公园和闵子骞墓之间的过渡区域规划为“美德园”，但因居民拆迁问题影响了百花公园和闵子骞墓的融合发展，而且闵子骞墓隶属济南市文化和旅游局管理，百花公园属于济南市园林和林业绿化局管理，管理机制需要适时进行统一。

## 保护
1979年，闵子骞墓被列入济南市第一批重点文物保护单位。2013年，闵子骞墓被列入第四批山东省文物保护单位。

## 布局
济南孝文化博物馆位于闵子骞路北端百花公园西门北侧，门口悬挂有欧阳中石所写的“崇孝苑”匾额。墓园中轴线上由南向北依次为正门大殿、墓祠和墓冢，位于正中位置的墓冢残高约3米，封土直径约5米，周围以青石矮墙环绕，东侧新建有碑廊，用以安放集自济南各处的有价值的碑刻。大门东原有一口三丈深的井，称“贤孝泉”。
大门内迎面为仿古纪念祠堂“闵子骞祠”，祠堂正门上有欧阳中石所题四字“闵子骞祠”匾额，墙上有“济南孝文化博物馆”牌子。祠堂里有一座闵子骞黑陶坐像。祠堂向北约20米为闵子骞墓。坟冢高约3米，封土直径约5米，呈圆形，四周有多尊石羊、石马、石狮、石龟等石像，旁边有两棵古树。墓旁边有十块碑，因有一块埋在地下半截的“半块碑”，而俗称“九通半”。
墓园东部有二十四孝孝故事碑廊，碑廊内陈列有墓志和汉画像石。墓园北侧为几座复原古墓，如明代太守墓、清代壁画墓及两座元代墓等。
崇孝苑内放置征集收藏的济南历代石刻，包括石碑、墓志、石匾、画像石、碑首、碑座、经幢、柱础、石椁以及建筑构件等。馆藏石刻元、明、清及民国等时期，最早的元代至元十五年（1278年）的《重修山东路督转廉使司廨宇之记》。另有摹刻的颜真卿《东方朔画像赞并序》、柳公权玄秘塔碑等。七忠祠2002年被拆后，其明代万历二十二年（1594年）《七忠公赞》卧碑、清同治乙丑年（1865年）《重修七忠祠碑记》碑、清顺治十六年（1659）《重修七忠祠记》碑均被文物部门移至崇孝苑。石碑区东侧为石匾区，展有“净居寺”、“鸿祥永”、“裕鲁当”等近20块古代及近代石匾。

## 备注
1. ↑  《元史·文宗本纪》记载，元至顺二年（1331年）秋七月,“乙未(日)，立闵子书院于济南。”